# Francisco Hyun-sol Kim
Đây là một tên người Triều Tiên, họ là Kim.
Francisco Hyun-sol Kim (sinh ngày 20 tháng 5 năm 1993), thường được biết với tên Chico, là một cầu thủ bóng đá Hàn Quốc-Brasil thi đấu ở vị trí tiền vệ cho Pohang Steelers. Anh mang quốc tịch Hàn Quốc từ năm 2016.

## Sự nghiệp
Chico gia nhập câu lạc bộ Hàn Quốc Seoul E-Land ngày 17 tháng 1 năm 2017.